# Ercsei Dániel (filozófiai író)
Ercsei Dániel (Mezőtúr, 1781. július 24. – Debrecen, 1836. február 23.) bölcseleti doktor s tanár, a Magyar Tudományos Akadémia levelező tagja.

## Élete
Ercsey Dániel és Varjas Klára fia volt. Alsóbb iskoláit szülőhelyén, a humaniórákat és a felsőbbeket Debrecenben hallgatta 1793 – 1801-ig, hol időközben rhetorikát és poesist tanított. 1803 márciusában megválasztották debreceni tanárnak; de előbb saját költségén a göttingeni egyetemen két és fél évet töltött és bölcselet-doktori oklevelet nyert. 1805. október 4-én elfoglalta tanszékét Debrecenben s a filozófia Immanuel Kant óta való történetének előadásával köszöntött be. 1810 és 1811-ben a saját bölcseleti tanszéke mellett a magyar polgári magántörvényt is tanította. 1821-ben városi tanácsos lett. 1828-ban a Magyar Tudományos Akadémia alaprajzát és rendszabályait kidolgozó küldöttségnek is tagja volt és mindjárt az első gyűlésben 1831. február 17-én levelező tagnak a törvényosztályban megválasztották, mely utóbbi megtiszteltetést szemeinek akkori elgyengülése miatt el nem fogadhatott. Ezen kívül Szabolcs és több megye, valamint a tiszántúli egyházkerület táblabírója volt.

## Munkái
- Dissertatio inauguralis in qua summa systematis dynamici in physica disciplina capita exponuntur et pensitantur. Göttingae, 1805.
- Philosophia. Debreczen, 1813–17. Két kötet. (I. Lélek munkái tudománya. II. Ontologia, metaphysica és erkölcsi philosophia.)
- Statistica. Első darab. Közönséges statistica és Magyarország statistikája. Uo. 1814. (Több nem jelent meg. Ez volt az első magyar statisztika. Ism. M. Hirlap 1891. 195. sz.)
- Észrevételek ily czímű prédikácziókra: Keresztyén Toleranczia. Pest, 1824.
- Philosophia históriája. Debreczen, 1825.
- Compendium psychologiae empiricae et logicae. Uo. 1833. (Neve Ercheynek v. Ertseinek is van irva.)

Olajfestési arcképe a debreceni ev. ref. kollégium könyvtárában van.
Mint bölcsész, Toldy szerint, a rationalis empirismus alapján teljes rendszerét adta a bölcsészetnek s külön a tudomány történetét is, melyben főleg a régiek rendszereit éles körvonalakban rajzolta. Cikkei a Tud. Gyűjteményben (1818. VIII. Elmélkedés a philosophiáról és annak hasznáról, 1819. VIII. Javallás a magyar nyelv bővítésére nézve).